# Таты
Та́ты — иранский этнос, проживающий в Азербайджане и России (преимущественно на юге Дагестана). Варианты самоназваний (в зависимости от региона) — тати, парси, даглы, лохиджихон. Говорят на татском языке, относящемся наряду с фарси, дари и таджикским к юго-западной группе иранских языков. Среди татов также распространены азербайджанский и русский языки. По культуре, быту, религии, обычаям таты почти не отличаются от азербайджанцев. Один из наиболее значимых праздников — Новруз, а также отмечаются другие общемусульманские праздники.
Верующие исповедуют ислам шиитского и суннитского направлений. Таты-сунниты в основном проживают в Губинском (по переписи 2009 года, крупнейшее место проживания татов в Азербайджане) и Шабранском районах Азербайджана. В Дагестане (Россия) населяют сёла к западу от города Дербент. Также таты проживают в Грузии — в селе Гомбо́ри (Сагареджойский муниципалитет Кахетии), где составляют около 45 % населения.

## Этимология
«Тат» — слово тюркское, применяемое обычно для обозначения оседлого нетюркского населения.

## Происхождение
Советский этнограф С. А. Токарев про происхождение татов отмечал следующее: «По языку это иранцы, представляющие собой, по-видимому, иранизированные, но не тюркизированные остатки древнего населения Закавказья. Впрочем, происхождение татов не совсем ясно. По своей культуре они мало отличаются от азербайджанцев»…. На возможное происхождение татов от иранизированного аборигенного населения Кавказа говорится и в книге «The Red Book of the Peoples of the Russian Empire».

## История
Предполагается, что предки современных татов переселялись в Закавказье во времена династии Сасанидов (III—VII вв. н. э.).
В XVIII веке таты составляли основное население Бакинского ханства и значительную часть жителей Кубинского и Ширванского ханств. 
Территория Кубинского уезда на северо-востоке Азербайджана являлась их основным местом проживания.
Аббаскули-ага Бакиханов в своём труде «Гюлистан-и Ирам» отмечает:
Персидский текст:

درصفحه‌ 18 كتاب‌ مذكور آمده‌ است‌: هشت‌ قريه‌ در طبرسران‌ كه‌ جلقان‌ و روكال‌ و مقاطير و كماخ‌ و زيديان‌ و حميدي‌ و مطاعي‌ و بيلحدي‌ باشد، در حوالي‌ شهري‌ كه‌ انوشيروان‌ در محل‌ متصل‌ به‌ دربند تعمير كرده‌ بود و آثار آن‌ هنوز معلوم‌ است‌، زبان‌ تات‌ دارند. ايضا" در صفحه‌ 19 كتاب‌ ياد شده‌ آمده‌ است‌: محالات‌ واقع‌ در ميان‌ بلوكين‌شماخي‌ و قديال‌ كه‌ حالا شهر قبه‌ است‌، مثل‌ حوض‌ و لاهج‌ و قشونلو در شيروان‌ و برمك‌ و شش‌ پاره‌ و پايين‌ بدوق‌ در قبه‌ و تمام‌ مملكت‌ باكو سواي‌ شش‌ قريه‌ ي‌ تراكمه‌، همين‌زبان‌ تات‌ را دارند… قسم‌ قربي‌ مملكت‌ قبه‌ سواي‌ قريه‌ ي‌ خنالق‌ كه‌ رباني‌ عليحده‌ دارد و ناحيه‌ ي‌ سموريه‌ و كوره‌ دو محال‌ طبرسران‌ كه‌ دره‌ و احمدلو مي‌باشند به‌ اصطلاحات‌منطقه‌، زبان‌ مخصوص‌ دارند و اهالي‌ ترك‌ زبان‌ را مغول‌ مي‌نامند .

Перевод:

Обитатели восьми деревень в Табасаране — Джалкан, Рукал, Камах, Магатир, Зиднан, Гумейди, Мутаги и Билхади, находящихся близ развалин города, основанного Ануширваном в связи с Дербендскою стеною, говорят на языке татов, одного из наречий древнеперсидского языка. Это даёт возможность полагать, что они были жителями данного города, но по разорении его они переселились в окрестные деревни. В этом городе близ деревни Бильгяди есть ворота удивительной работы: их можно принять за Баб ал-хадид (Железные ворота), часто встречаемые в истории, а сама деревня может быть от них получила название, которое впоследствии стало Бильгади.
Всё население магалов, расположенных между городами Шемаха, Кудиал (Куба), как то: Геуз, Лагич и Кошунлу в Ширванском, Бармак, Шешпара, нижняя часть Будуха в Кубинском уезде и весь уезд Бакинский, исключая шесть деревень терекеме или туркменов, говорят на том же языке, что свидетельствует об их персидском происхождении.

Учёный-этнограф М.Велиев-Бахарлы констатирует, что большинство тюрков северо-западного Азербайджана, нагорной части Кубинского и Шемахинского уездов, а также Апшеронского полуострова состоит из отюреченных татов. У татов Апшерона самосознание и язык азербайджанские.

### Численность и расселение
В 1886 году на территориях Российской империи, вошедших позже в состав Азербайджанской ССР, таты составляли 119 489 чел. (8,5 %). В Дагестанской области таты проживали в селах Рукель, Кемах, Джалган, Митаги, Бильгади, Гимейди, Зидьян.
По «Кавказскому Календарю» на 1894 год в Закавказье насчитывалось 124 693 тата, а по переписи 1897 года в Российской империи проживало 95 056 носителей татского языка.
Первая советская перепись населения 1921 года показала, что из 1,85 млн населения Советского Азербайджана таты составляли 91 тысячу (5 %). В 1931 году было зафиксировано 60,5 тысячи татов, а уже в 1989 году их количество сократилось до 10 тысяч. Согласно официальной переписи 2018 года, на начало года численность татов составляет 25,2 тысяч.
По переписи 1926 года в СССР было зафиксировано 28 705 татов, а по переписи 1959 года их численность снизилась до 11 463 человек. Перепись 1970 года зафиксировала 17 109 татов, а по переписи 1989 года численность татского населения в СССР выросла до 30 669 человек. В 2005 году американские исследователи, проводившие социолингвистические полевые исследования в некоторых сёлах Губинского, Дивичинского, Хызинского, Сиазаньского, Исмаиллинского и Шемахинского районов Азербайджанской республики, указывали численность татов в исследованных ими сёлах в количестве 15 553 чел..
Ассимиляция татов азербайджанской культурой продолжалась на протяжении многих столетий, чему во многом способствовала их общая шиитская религия.
Браки татов с азербайджанцами являются распространённым явлением. 
Во время социолингвистических исследований организацией SIL International в 2005 году государственные чиновники сообщили, что в некоторых регионах таких как Сиазань наблюдается значительное число межнациональных браков между татами и азербайджанцами, в связи с чем трудно различать эти две группы.

## Антропологический тип
Антропологически таты-мусульмане относятся к каспийскому подтипу европеоидной расы. Сюда же включают азербайджанцев, курдов, белуджей, кумыков, цахуров.

## Общие сведения
Первые сведения о появлении персов в Закавказье связывают с завоевательной экспансией Ахеменидов (558—330 г. до н. э.), присоединивших Закавказье в качестве X, XI, XVIII и XIX сатрапий своей империи. Это подтверждают археологические изыскания на территории Азербайджана, Армении и Грузии, в результате которых обнаружены руины зданий ахеменидской архитектуры, а также ювелирные изделия и посуда.
Тем не менее, нет каких-либо данных о многочисленном и постоянном персидском населении в Закавказье начиная с Ахеменидского времени. Наиболее вероятно предположение, согласно которому предки современных татов переселились в Закавказье во времена династии Сасанидов (III—VII вв. н. э.), которые для укрепления своих владений строили здесь города и основывали военные гарнизоны.
Шах Хосров I Ануширван (531—579) ок. 510 г. вручил титул правителя Ширвана (области в Восточном Закавказье) своему близкому родственнику, ставшему родоначальником первой из династий Ширваншахов (ок. 510 г. — 1538 г.).
После прихода в регион арабов (VII—VIII вв.) началась исламизация значительной части местного населения. С XI века сюда стали проникать племена огузов, возглавляемых династией Сельджуков; началось постепенное формирование азербайджанского языка. Видимо, в ту же эпоху за закавказским диалектом персидского языка закрепилось внешнее название «тат», «тати» («татский язык»), происходящее от тюркского термина «тат», обозначающего оседлых земледельцев (преимущественно персов). Такое же слово «тат» используется курдами, для обозначения оседлых персоязычных земледельческих групп населения, например в стихотворениях Джафаркули. Энциклопедический словарь Брокгауза и Ефрона, издававшийся в конце XIX — начале XX веков, пишет об этом:

Название Таты, кажется, не есть собственно обозначение известного народа, а является лишь определением его образа жизни и социального положения: на джагатайском наречии тюркского языка слово тат имеет значение подданного, живущего или служащего у вельможи, — и это название тюркские кочевые племена давали всем порабощённым ими народам, ведшим оседлый образ жизни. Таты были выведены в разное время из Персии в подвластные ей некогда закавказские прикаспийские провинции для борьбы с северными народами.

В 1230-е годы Закавказье было завоёвано монголо-татарами, возникло государство Хулагуидов. Монгольское владычество продолжалось до 60 — 70-х гг. XIV века, но это не остановило развитие культуры — в XIII—XIV вв. здесь жили и творили выдающиеся поэты и учёные.
В конце XIV века Закавказье подверглось нашествию войск Тимура. В конце XIV—XV вв. государство Ширваншахов приобрело значительную мощь, усилились его торгово-экономические и дипломатические связи. Но к середине XVI века оно было ликвидировано и почти всё Закавказье было присоединено к Сефевидскому Ирану.
С XVIII века своё влияние в Закавказье начинает расширять царская Россия. В ходе русско-персидских войн 1803—1828 гг. регион был присоединён к Российской империи.
Начиная с этого времени можно ознакомиться со сведениями царских властей, отражающих численность и расселение татов. При завоевании Россией Баку, в начале XIX века всё население города (8 тыс. чел.) составляли таты. Это официальный результат первой переписи населения Баку царскими властями.

## Язык
Таты разговаривают на татском языке, принадлежащем к юго-западной подгруппе иранских языков. С конца XX века предпринимаются попытки по сохранению, изучению и развитию татского языка. 14 декабря 1990 года на коллегии Министерства юстиции Азербайджанской ССР было утверждено культурно-просветительское общество «Азери» по изучению и развитию татского языка, истории и этнографии. Опубликованы букварь, учебник, авторские произведения и образцы фольклора.
В Республике Дагестан татский обладает статусом одного из официальных языков.
В Азербайджане татский язык является исчезающим и вытесняется азербайджанским языком.
Точных данных о реальном числе лиц, владеющих татским, нет, но ориентировочно можно предположить, что в настоящее время носителями языка являются несколько тысяч жителей ряда посёлков Апшеронского, Хызинского, Шабранского, Сиазаньского, Губинского, Хачмазского, Шемахинского и Исмаиллинского районов Азербайджанской Республики, а также ряда сёл Южного Дагестана.

## Локальные самоназвания
Этноним «тат» имеет тюркское происхождение, в Закавказье используется со времён средневековья для обозначения местного персоязычного населения. Со временем этот этноним персы Закавказья стали сами применять в отношении себя. Термин «тат», «тати» в качестве самоназвания используется большинством татского населения Азербайджана и Южного Дагестана. Тем не менее, в Азербайджане в настоящее время известны и другие локальные самоназвания отдельных групп татского населения — «парси́», «даглы́» и «лохиджи́».

### Парси
Термин «парси» вплоть до настоящего времени используется татами Апшерона (пос. Балаханы, Сураханы) как самоназвание, и как обозначение татского языка — «зуван парси». Этот этноним восходит к среднеперсидскому самоназванию персов — pārsīk. Интересно, что термин обозначал и сам среднеперсидский язык, ср., pārsīk ut pahlavīk — «персидский и парфянский». В новоиранскую языковую эпоху конечный согласный закономерно отпал и новоперсидская форма этнонима должна быть pārsī. Но в самом Иране она не сохранилась и была вытеснена арабизированным (и в некотором плане искусственным) названием fārs.
Видимо, этноним «парси» был изначальным самоназванием персов в Закавказье, пока не был вытеснен тюркским наименованием «тат». Этноним «парси» в качестве самоназвания используют и другие группы персоязычного населения в Афганистане, а также зороастрийцы Индии (т. н. парсы).

### Лохиджи́
Жители татского селения Лахидж (Лагич) в Исмаиллинском районе именуют себя по названию своего села — «лохиджи». Лагич — густонаселённый татский посёлок городского типа (ок. 900 жителей), расположенный в относительно труднодоступном месте, что в прошлом в известной степени препятствовало тесным контактам его жителей с внешним миром. Это обстоятельство способствовало возникновению в их среде собственного изолированного самоназвания «лохиджи».

### Даглы
Другим тюркским по происхождению термином «даглы» («горцы») именуют себя таты Хызинского, и частично Дивичинского и Сиазаньского районов республики. Очевидно, что этот термин имеет позднее происхождение и изначально использовался тюрками, жившими в равнинной части района для обозначения татского населения, жившего в горах. Со временем в связи с переходом татов на азербайджанский язык, термин «даглы» прочно вошёл в обиход, и стал использоваться самими хызинскими татами в качестве самоназвания.

## Хозяйство
Традиционные занятия сельского татского населения — пашенное земледелие, садоводство, пчеловодство, овощеводство, скотоводство. Главные культуры — пшеница, ячмень, кукуруза, горох, подсолнух, картофель, просо, рожь. Распространены большие виноградники и плодовые сады. Из домашнего скота держат овец, коров, лошадей, ослов, буйволов, изредка верблюдов.
Традиционные дома — одно- или двухэтажные — были обращены глухой стеной на улицу и строились из прямоугольных известняковых блоков или речной гальки. Крыша — плоская, с отверстием для каменного дымохода от домашнего очага. Верхний этаж дома предназначался для проживания, на первом располагались хозяйственные помещения (кухня и т. п.). В одной из стен жилой комнаты были предусмотрены ниши для хранения одежды, постельных принадлежностей, иногда посуды. Комнаты освещались лампадами или через световое отверстие в потолке. В быту использовалась низкая мягкая мебель, ковры, тюфяки. Для отопления использовали камины, печи и жаровни.
Двор замкнутый, с садом. Во дворе устраивалась веранда (айван), располагался мощёный сток для проточной воды или небольшой бассейн, тендир, крытый загон для скота, курятник и конюшня.

## Религия
Изначально персы (в том числе и предки татов), как и подавляющее большинство других иранских народов, исповедовали зороастризм. После распространения Арабского халифата на территории проживания предков татов к концу VII века, получил широкое распространение ислам (изначально только суннитского толка). Шиитами большинство татов стало после утверждения шиитского ислама как господствующей религии в Сефевидском Иране после 1698 года. Тогда вся территория современного Азербайджана и южного Дагестана входили в состав Сефевидской империи.

## Культура
В течение веков натурализовавшиеся персидские поселенцы в Закавказье взаимодействовали с окружающими этническими группами, как передавая им свою культуру, так и заимствуя отдельные элементы их культуры.
К концу XVIII века татская культура была очень похожа на культуру соседнего азербайджанского народа, а их язык был единственным отличительным элементом татской культуры. Татская культура после многовекового взаимодействия с азербайджанской и другими культурами представляет собой смешанную культуру с иранскими и тюркскими элементами и традициями. Традиционные тюркские искусства, такие как ковроткачество, чеканка и инкрустация, высоко развиты и считаются важными татскими искусствами. Татская культура сохраняет богатые традиции устных народных сказок и поэзии. В результате давней связи татов с азербайджанцами у обеих культур есть много общих черт, таких как методы ведения сельского хозяйства, кухня и музыка.
Из ремёсел среди татов весьма развиты ковроделие, ручное ткачество, производство металлических изделий, чеканка, инкрустация. Очень большое развитие получило искусство орнамента, миниатюра[уточнить].
Устное народное творчество татов весьма богато. Развиты жанры национальной поэзии — рубаи, газели, бейты.
В результате длительного исторического сосуществования татов и азербайджанских тюрков возникло много общих черт в их хозяйстве, культуре и быту. Таты, за небольшим исключением, не имеют фольклора, который ощущался бы ими как отличный от азербайджанского — современный азербайджанский фольклор вырос, по-видимому, в известной степени на иранском субстрате.
Традиционная женская одежда — длинная рубаха, шаровары навыпуск, длинное приталенное платье, верхнее распашное платье, платок и сафьяновые чувяки, мужская одежда — черкеска, папаха. Многие таты живут в городах, заняты в промышленности; сформировалась интеллигенция.

## Заблуждения

### Таты и горские евреи
Горские евреи по языку и другим признакам принадлежат к общности персоязычных евреев, отдельные группы которой расселены в Иране, Афганистане и Средней Азии (бухарские евреи). Евреи Восточного Закавказья именование «горские» получили в XIX веке, когда в официальных русских документах все кавказские народы именовались «горскими». Сами себя горские евреи называют «еуди» («иудей») или джууд (ср. перс. juhud — «иудей»).
В 1888 году И. Ш. Анисимов в работе «Кавказские евреи-горцы» указывая на близость языка горских евреев и языка кавказских персов (татов), сделал вывод о том, что горские евреи являются представителями «иранского племени татов», которое ещё в Иране приняло иудаизм и впоследствии переселилось в Закавказье.
Выводы Анисимова были подхвачены в советское время: в 30-х гг. началось широкое внедрение идеи о «татском» происхождении горских евреев. Усилиями нескольких горских евреев, приближённых к власти, начал раскручиваться ложный тезис о том, что горские евреи — это «иудаизированные» таты, которые ничего общего с евреями не имеют. Из-за негласного притеснения горские евреи сами стали записываться татами.
Это привело к тому, что слова «тат» и «горский еврей» стали синонимами. Ошибочное наименование горских евреев «татами» вошло в исследовательскую литературу в качестве их второго или даже первого названия.
В результате весь тот слой культуры, который при советской власти создавался горскими евреями (литература, театр и т. д.) на горско-еврейском диалекте, именовался «татским» — «татская литература», «татский театр», «татская песня» и т. д., хотя собственно таты не имели к ним никакого отношения.
Более того, сравнение диалекта горских евреев и татского языка и физико-антропологических данных их носителей также полностью исключает их этническое единство.
Грамматическая структура диалекта горских евреев является более архаичной по сравнению с собственно татским языком, что значительно затрудняет полное взаимопонимание между ними. [Вообще, архаичность основы характерна для всех «еврейских» языков: для языка сефардов (ладино) — это староиспанский, для языка ашкеназов (идиш) — старонемецкий и т. д. При этом все они насыщены словами древнееврейского происхождения.] Перейдя на персидскую речь, евреи, тем не менее, сохранили в своём наречии пласт заимствований из арамейского и древнееврейского (иврит) языков, в том числе не связанных с иудейской ритуальностью (гиоси — гневный, зофт — смола, нокуми — зависть, гуф — тело, кетон — полотно, гезире — наказание, говле — избавление, бошореи — радостная весть, нефес — дыхание и т. д.). Некоторые словосочетания в языке горских евреев имеют структуру, характерную именно для древнееврейского языка.

### Таты и армяне
В источниках и публикациях XVIII—XX веков, жители ряда татоязычных армянских сёл Закавказья были упомянуты под терминами «таты-армяне», «армяно-таты», «таты-христиане» или «таты-григорианцы». Авторы этих трудов, не принимая во внимание тот факт, что сами жители этих татоязычных сёл идентифицируют себя армянами, выдвигали гипотезу о том, что часть персов Восточного Закавказья (то есть современного Азербайджана) в прошлом приняла христианство армянского толка.

### Таты и народ тати в Северо-Западном Иране
Наименование «тати», начиная со средних веков, помимо Закавказья, было в ходу и на территории Северо-Западного Ирана, где оно прилагалось почти ко всем местным иранским языкам, за исключением персидского и курдского. В настоящее время в иранистике термин «тати», помимо наименования татского языка, близкородственного персидскому, применяется и для обозначения особой группы северо-западных иранских диалектов (чали, данесфани, хиараджи, хознини, эсфарварини, такестани, сагзабади, эбрахимабади, эштехарди, хоини, каджали, шахруди, харзани), распространённых в Иранском Азербайджане, а также к юго-востоку и юго-западу от него, в провинциях Зенджан, Раманд и в окрестностях города Казвин. Указанные диалекты проявляют определённую близость к талышскому языку и рассматриваются вместе с ним как одни из потомков языка азери.
Применение одного и того же названия «тати» к двум разным иранским языкам породило заблуждение о том, что таты Закавказья компактно проживают также и в Иране, из-за чего в некоторых источниках, при указании численности татов, указывался и одноимённый народ в Иране.

### «Таты» и шахсевены
В Иране шахсевены называют «татами» перешедшее на оседлость в том числе и из собственной среды тюркское население.